# Казанка (Зианчуринский район)
Казанка (баш. Казанка) — деревня в Зианчуринском районе Республики Башкортостан Российской Федерации. Входит в состав Казанбулакского сельсовета.

## География

### Географическое положение
Расстояние до:
- районного центра (Исянгулово): 90 км,
- центра сельсовета (Идельбаково): 5 км,
- ближайшей ж/д станции (Кувандык): 59 км.

## Население
| 1939 | 1959 | 1970 | 1979 | 1989 | 2002 | 2009 |
| ---- | ---- | ---- | ---- | ---- | ---- | ---- |
| 447  | ↘356 | ↗515 | ↘412 | ↘349 | ↗350 | ↘337 |
| 2010 |      |      |      |      |      |      |
| ↘303 |      |      |      |      |      |      |

Национальный состав
Согласно переписи 2002 года, преобладающие национальности — русские (62 %), башкиры (29 %).